# 轮交

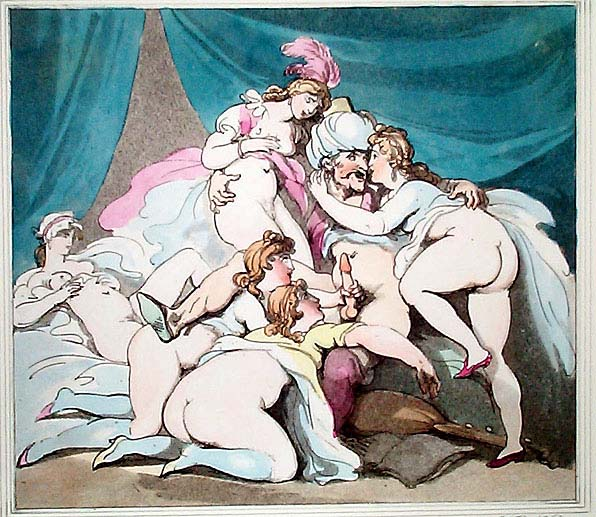
艺术家 托马斯·罗兰森描绘轮交的色情画作品。

轮交（英語：Gang bang）指多人、依次与某一被动对象性交的行为，可能带有暴力或强奸的成分。在轮交中，可以是一名女性连续与多名男性性交，也可以是一名男性与多名女性性交，即所谓的“反向轮交”（Reverse gang bang）。
轮交可以被看成群交的一种，其特点在于依次与一名对象性交，且常伴有暴力、强迫成分。参与轮交的人数通常大于四人；相对的，三人（或四人）参与的性交常被称为3P（或4P）。如果在轮交的过程中，多人同时向性交对象的身体射精，则可被成为颜射或群射（bukkake）。
轮交通常作为色情片的主题出现。“世界规模最大的轮交”纪录自九十年代以来多次被打破，华裔色情演员郭盈恩曾于1995年创下连续性交251次的纪录，而最新的纪录由丽莎·史巴克斯于2004年在波兰创下，其在数小时内连续与919位男性进行性交。